# Vanwall
Vanwall was een Brits Formule 1-team dat deelnam aan het kampioenschap tussen 1954 en 1960. Het werd opgericht door industrieel Tony Vandervell. Het team won het constructeurskampioenschap van 1958.

## Actieve jaren
Tony Vandervell was een van de oorspronkelijke financiers van BRM. Begin de jaren vijftig zette hij zijn eigen racewagens in in de "Formula Libre" onder de naam "Vanwall Thinwall Special". Vanaf 1954 nam het team deel aan het wereldkampioenschap Formule 1. De eerste overwinning voor het team kwam er tijdens de Grand Prix van Groot-Brittannië in 1957. In totaal behaalde het team negen overwinningen en won het constructeurskampioenschap van 1958. Dat jaar behaalde het team zes overwinningen op de elf races met coureurs Stirling Moss en Tony Brooks op de tweede en derde plaats in de eindstand bij de rijders. Brooks reed tijdens de Grand Prix van Frankrijk in 1960 de laatste grand prix voor het team.
De Britse Vanwall-rijder Stuart Lewis-Evans liet het leven aan de gevolgen van kwetsuren die hij opliep tijdens de Grand Prix van Marokko in 1958.